# 高亭镇
高亭镇是中华人民共和国浙江省舟山市岱山县下辖的一个镇，也是该县政府所在地。其面积和人口均约占岱山岛的一半。1992年原南峰乡和岱中乡撤消，其辖区并入。后岱山县最西部的渔山乡也并入。镇人民政府驻高亭城区。

## 历史
高亭1934年建镇，1946年改为岱东镇，1949年7月复称高亭镇；1956年1月岱山县人民政府从东沙迁移至高亭镇，改镇为高亭公社，仍为纯城镇公社。1972年3月，大岙公社的闸囗、大岙、官山农业队、闸中、东海、山外、江南、江北等渔业队，划入高亭镇。高亭镇成为城乡混合型地方政府。1992年6月，实行“大岛建、小岛迁”政策后，大峧山、官山二岛人员陆续撤迁至高亭城区，建成区进一步扩大，人口也持续增加。

## 城区范围
- 高亭镇区南濒海，并通过大桥将小岛对港山也全部纳入镇区范围中。
- 东南方向上，目前的开发项目，已经将镇区延伸至山外山岛上。山外村已经全部在镇区范围内。但是江北的小蒲门村和大蒲门村，仍是独立的社区，与镇区较远。
- 北面临摩星山，但山下仍保有部分耕地。
- 西面囿于北部的山体和南侧的海洋限制，是一条狭长的沿海建成区，延伸到浪激渚。
- 东侧原来的界限是在安定路东侧，21世纪初由于东城开发，已经将东海村全部纳入镇区范围。在1997年11号台风[[[Wikipedia:格式手册/链接#章節|錨點失效]]]毁坏东海盐场后，该盐场被僻为镇区向东延伸的主要建设区，逐渐建成浪琴花园、渔父新村、太阳城等小区。所以，东侧的边界实际已经推移至岱山水道，与小长涂山隔海相望。

## 居民区和村庄分布
2011年分为8个城市社区居民委员会、6个渔农村新型社区和25个村民委员会。具体是：
高亭镇区内的8个社区居民委员会
沙涂社区、安澜社区、蓬莱社区、兰亭社区、闸口社区、育才社区、嘉和社区、竹屿社区（2011年新设）
高亭镇郊的13个村民委员会
位于岱山本岛：大岙一村（渔）、大岙二村、东海村（渔）、闸口一村（渔）、闸口二村、高亭一村（渔）、高亭二村、山外村（渔）、小蒲门村、大蒲门村、官山村、江南村、大峧山村。
后3村原分别位于同名离岛，其中官山村约1990年代整村整建制搬迁至高亭城区北部磨星山麓官山新村。大峧山村的大部分居民也已经迁出，但村民委员会建制仍保留。
远郊6个渔农村新型社区和12个村民委员会
1. 石马岙社区（石马岙村）
2. 枫树社区（枫树村）
3. 机场社区（大峧村、南浦村）
4. 浪激渚社区（塘墩村、浪激渚一村、浪激渚二村、浪激渚三村）
5. 南峰社区（黄官泥岙村、板井潭村、南峰村）
6. 渔山社区（渔山村），位于西部的火山列岛主岛大鱼山